# Koulizh Kedez

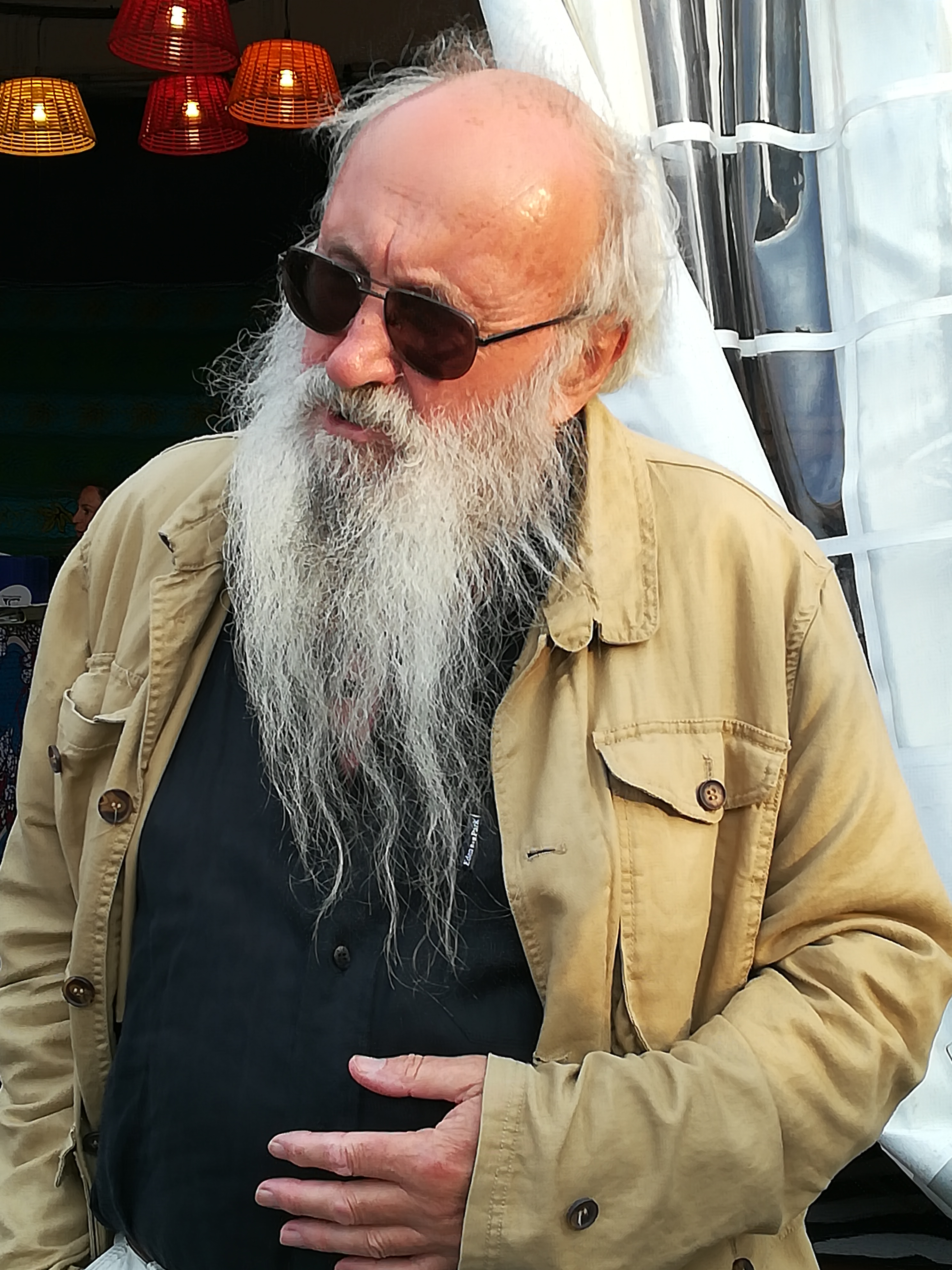
Koulizh Kedez

Koulizh Kedez (auch Kouli gKedez) ist der Autorenname des bretonischen Dichters, Schriftstellers und Übersetzers Yann-Yeun Kefeleg (auch Jean-Yves Queffellec; * 1947 in Guivin bei Saint-Coulitz, Département Finistère). Der Schäfer wurde von Xavier Grall 1976 als bedeutendster bretonischer Autor bezeichnet.

## Werke
- Eizh redele (Erzählungen, 1973)
- Selam an arc'houest (Gedichte, 1973)
- Souflam Per Gwegen (Roman, 1974)
- Dev an Avel (Gedichte, 1987)
- Ar Fest-noz (Übersetzung[2], Roman, 1988)
- Koñchennoù Mamm (Erzählungen, 1990)
- Gorbl an ael (Gedichte, 1993)
- Komen Gweenour (Autobiographie, 1996)
- Arvar hag Aters (Gedichte, 2000)
- Ouzh Eien ar Gaouded (Gedichte, 2000)
- Troioù-kaer Dom Lom (Roman, 2008)
- Kan ar garantez hag an avel (Übersetzungen, 2008)
- Strafuilh ar mor (Erzählungen, 2009)
- E-ser awen ar bed (Übersetzungen, 2009)
- Uzien Announ (Gedichte, 2009)